# سرزمین اصلی ایالات متحده آمریکا

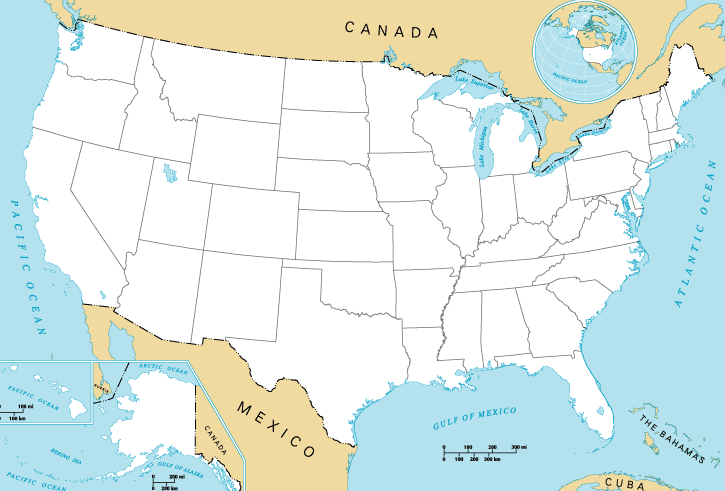
نقشه سرزمین اصلی ایالات متحده آمریکا، در سمت چپ پایین دو ایالتی که جزو سرزمین اصلی نیستند نشان داده شده است.

سرزمین اصلی ایالات متحده آمریکا شامل ۴۸ ایالت این کشور به همراه منطقه کلمبیا به جز ایالت‌های آلاسکا و هاوایی و ناحیه‌های جزیره‌ای همچون ساموآ، جزایر ویرجین، جزایر ماریانای شمالی، گوآم و پورتوریکو است که با دیگر ایالت‌ها ارتباط مستقیم زمینی ندارند.
این منطقه ۸٬۰۸۰٬۴۶۴٫۳ کیلومتر مربع مساحت دارد که ۸۳٫۶۵٪ از خاک آمریکا را تشکیل می‌دهد و از این مساحت، ۴۱۶٬۵۲۲٫۵ کیلومتر مربع آن را آب‌های داخلی تشکیل می‌دهند. براساس سرشماری سال ۲۰۱۰ آمریکا، جمعیتی برابر با ۳۰۶٬۶۷۵٬۰۰۶ تن در این منطقه ساکن بوده‌اند که ۹۹٫۳۳٪ از جمعیت کشور را تشکیل می‌دادند. تراکم جمعیت این منطقه برابر با ۴۰٫۰۱۵ نفر بر کیلومتر مربع است درحالی که تراکم کشور ۳۳٫۶۹۲ نفر می‌باشد. طولانی‌ترین فاصله بین دو نقطه در سرزمین اصلی برابر با ۴٬۵۰۹ کیلومتر (بین فلوریدا و ایالت واشینگتن است و بلندترین خط شمال به جنوب آن برابر با ۲٬۶۶۰ کیلومتر می‌باشد.

## فهرست ایالت‌ها
۱. آلاباما
۲. آریزونا
۳. آرکانزاس
۴. کالیفرنیا
۵. کلرادو
۶. کنتیکت
۷. دلاویر
۸. فلوریدا
۹. جورجیا
۱۰. آیداهو
۱۱. ایلینوی
۱۲. ایندیانا
۱۳. آیووا
۱۴. کانزاس
۱۵. کنتاکی
۱۶. لوئیزیانا
۱۷. مین (ایالت)
۱۸. مریلند
۱۹. ماساچوست
۲۰. میشیگان
۲۱. مینه‌سوتا
۲۲. میسیسیپی (ایالت)
۲۳. میزوری
۲۴. مونتانا
۲۵. نبراسکا
۲۶. نوادا
۲۷. نیوهمپشر
۲۸. نیوجرسی
۲۹. نیومکزیکو
۳۰. نیویورک (ایالت)
۳۱. کارولینای شمالی
۳۲. داکوتای شمالی
۳۳. اوهایو
۳۴. اکلاهما
۳۵. اورگن
۳۶. پنسیلوانیا
۳۷. رود آیلند
۳۸. کارولینای جنوبی
۳۹. داکوتای جنوبی
۴۰. تنسی
۴۱. تگزاس
۴۲. یوتا
۴۳. ورمانت
۴۴. ویرجینیا
۴۵. واشینگتن (ایالت)
۴۶. ویرجینیای غربی
۴۷. ویسکانسین
۴۸. وایومینگ